# Dreifaltigkeitskirche (Košice)

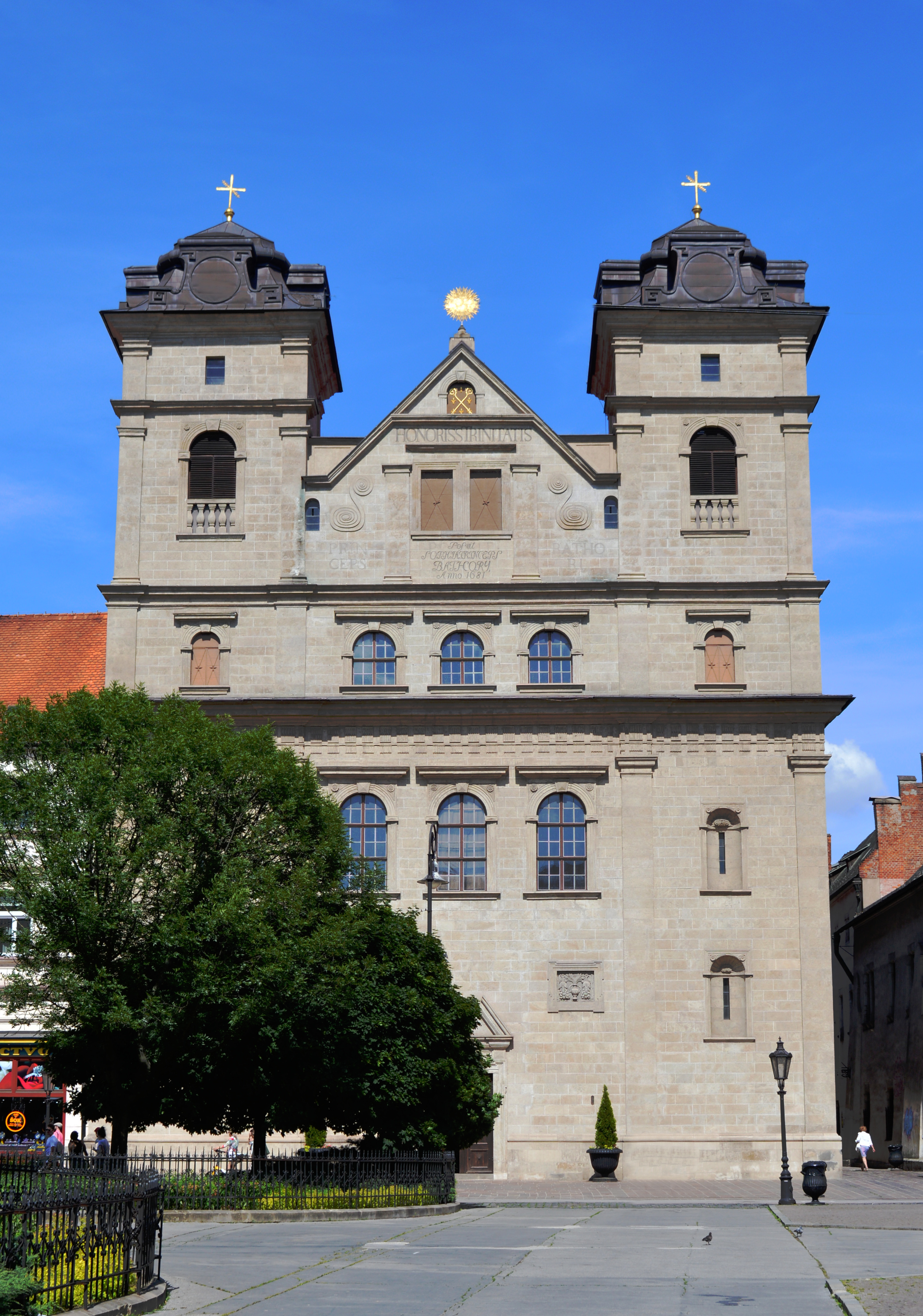
Ansicht der Kirche

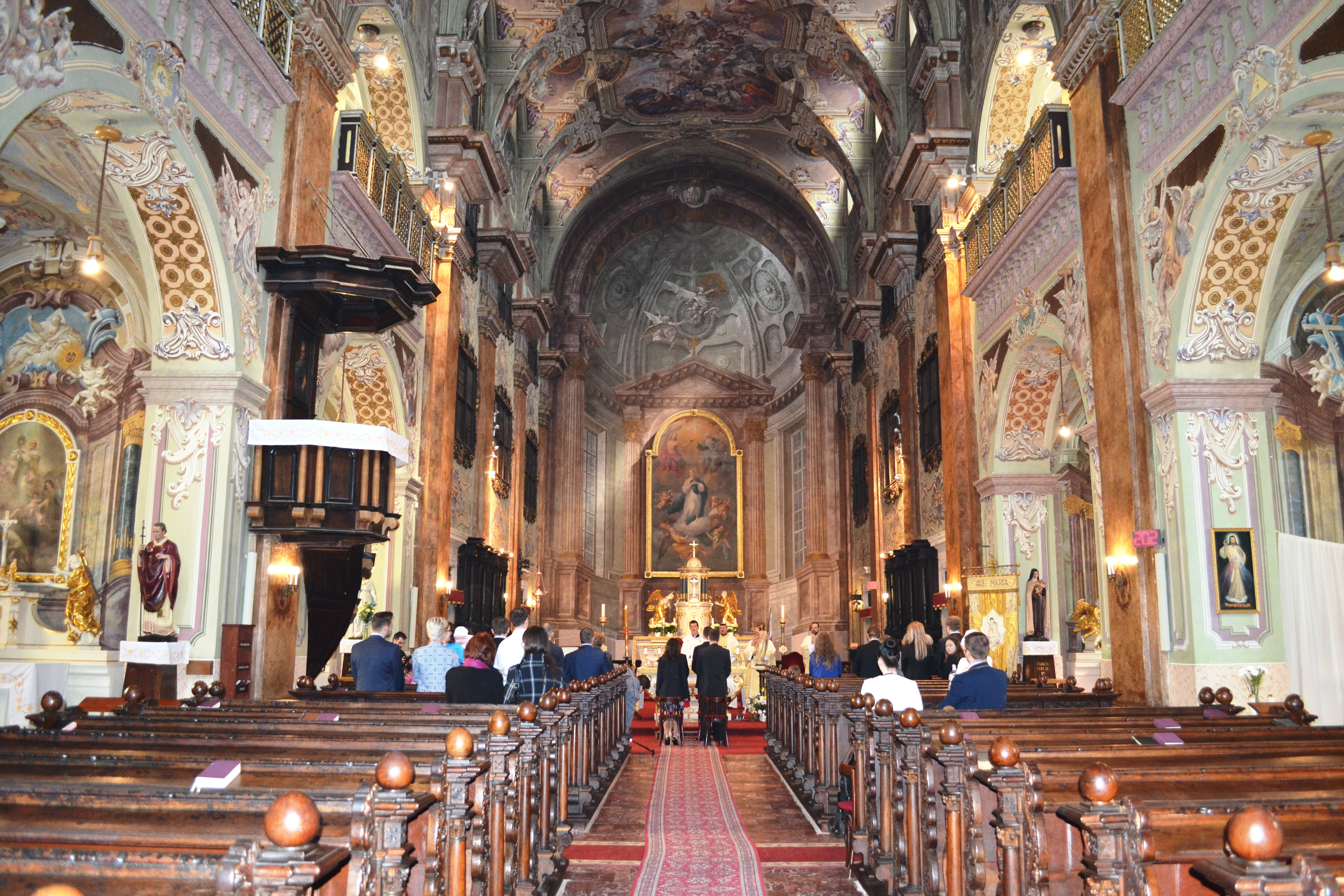
Das Innere

Die römisch-katholische Dreifaltigkeitskirche (slowakisch Kostol Najsvätejšej Trojice) ist eine barocke Kirche in der zweitgrößten slowakischen Stadt Košice (deutsch Kaschau). Sie befindet sich an der Hauptstraße (slowakisch Hlavná ulica) Nr. 67 und wird auch als Prämonstratenserkirche (slowakisch Premonštrátsky kostol), Jesuitenkirche (slowakisch Kostol jezuitov) oder Universitätskirche (slowakisch Univerzitný kostol) bezeichnet.

## Geschichte
An der Stelle der heutigen Kirche stand ursprünglich das im Mittelalter errichtete Königshaus, als Sitz der Königlichen Kammer, die für Abgaben, Zölle und Einnahmen im östlichen und nordöstlichen Königreich Ungarn zuständig war. Im Rahmen der Rekatholisierung der im frühen 17. Jahrhundert protestantischen Stadt Kaschau lud Andreas Dóczy, Kapitän von Oberungarn, Jesuiten in die Stadt ein und stellte Wohnräume sowie eine Kapelle im Königshaus zur Verfügung. Während des Aufstands von Gabriel Bethlen folterten Haiducken in der Nacht zum 7. September 1619 drei Jesuiten, nämlich Markus Stephan Crisinus, Stefan Pongrácz und Melchior Grodziecki, zu Tode, seither sind diese als Märtyrer von Kaschau bekannt.
Nach diesem Ereignis stand das Haus jahrzehntelang leer, für die königliche Kammer wurde ein neues Haus in einem anderen Teil der Stadt gebaut. Erst Sophia Báthory, Gattin von Georg II. Rákóczi erwarb das Gebäude, ließ es abreißen und an der Stelle einen Sakralbau nach dem Vorbild der Kirche Il Gesù in Rom bauen. Die Bauarbeiten begannen 1671 und wurden bis 1681 abgeschlossen. Da die Kirche in unmittelbarer Nachbarschaft der historischen Kaschauer Universität (Universitas Cassoviensis) lag, erhielt sie auch die Bezeichnung Universitätskirche. Nach der Auflösung des Jesuitenordens erhielten 1811 die Prämonstratenser die Kirche.

## Architektur und Innenausstattung
Die Dreifaltigkeitskirche ist ein typischer Bau nach dem Vorbild von Il-Gesù. Der Dreiecksgiebel zwischen den beiden Fassadentürmen trägt die Inschrift: HONORI SS TRINITATIS sowie in Kursivschrift den Namen der Stifterin Sophia Báthory und das Datum 1681. Bekrönt ist er mit einem vergoldeten Trinitätssymbol im Strahlenkranz.
Das tonnengewölbte einschiffige Langhaus wird von seitlich angegliederten Kapellen begleitet und durch eine Vierungskuppel beleuchtet.
Eine Dominante im Inneren der Kirche ist die illusionistische Bemalung des Presbyteriums durch E. Schrött aus dem Jahr 1786. Thema der Deckenmalereien ist durchgehend die Verherrlichung des Altarsakraments. Der Hauptaltar stammt aus dem Jahr 1854. Eine Ädikula aus farbigem Marmor rahmt das Altarbild mit der Darstellung einer Marienkrönung. Auch die Seitenkapellen mit ihren barocken Altären sind mit illusionistischer Malerei ausgestattet.
In der Krypta ist neben Sophia Báthory auch ihr Sohn Franz I. Rákóczi beigesetzt.